# Phygadeuon rugulosus
Phygadeuon rugulosus är en stekelart som beskrevs av Johann Ludwig Christian Gravenhorst 1829. Phygadeuon rugulosus ingår i släktet Phygadeuon och familjen brokparasitsteklar. Arten är reproducerande i Sverige. Inga underarter finns listade i Catalogue of Life.